# Miles de Plancy
Miles de Placy (fallecido en 1174), también conocido como Milon o Milo, fue un noble en el reino de Jerusalén durante las cruzadas.
Nació en Champaña y viajó al oriente durante la década de 1160, donde sirvió al rey Amalarico I de Jerusalén, con quien tuvo una relación distante.  Amalarico lo nombró senescal de Jerusalén y en 1167 participó en la expedición a Egipto.  Instó al rey para hacer un tratado con Egipto en lugar de capturarlo por la fuerza y somerterlo bajo su yugo; después del regreso de Amalarico a Jerusalén, Egipto cayó rápidamente bajo el control de Nur al-Din y su comandante Shirkuh. Este evento provocaría posteriormente la unión de Egipto y Siria bajo el mando de Saladino y una pérdida insospechada del reino de los cruzados.
En 1170 la Orden del Temple construyó una fortaleza en Gaza, para defenderse de los ataques dirigidos desde Egipto. Miles no permitió a los habitantes desarmados refugiarse en la ciudad y muchos fueron asesinados cuando la ciudad fue atacada.  En 1173 contrajo matrimonio con Estefanía de Milly, hija de Felipe de Milly y viuda de Hunfredo III de Torón. Le fue entregado el castillo de Montreal y a través de su matrimonio le fue otorgado el título de Señor de Transjordania.
En 1174 Amalarico murió y Miles actuó como regente no oficial de su hijo y sucesor Balduino IV, quien, aunque afectado por la lepra, fue coronado rey en todo su derecho.  El cronista Guillermo de Tiro no gustaba de él, hasta el punto de insultarlo en su obra y Miles insultaba a los otros barones del reino, especialmente a aquellos nativos orientales, evitando consultarlos en cualquier materia.  El conde Raimundo III de Trípoli llegó a Jerusalén y demandó la regencia como el varón más cercano en la línea familiar de Balduino.  Raimundo obtuvo el apoyo de los barones nativos del reino, incluyendo el de Humphrey IV de Torón (hijastro de Miles, hijo de Estefanía y Hunfredo III), Balduino de Ibelín y Balián de Ibelín. En el otoño de 1174 Miles fue asesinado en Acre, por desconocidos, y no existe evidencia directa de que Raimundo estuviera involucrado.
Guillermo de Tiro escuchó rumores de que Miles fue asesinado por su fuerte lealtad a Balduino IV, o tal vez intentaba tomar la corona con ayuda de sus parientes en Francia.
Unos días después, la Haute Cour de Jerusalén designó oficialmente a Raimundo como regente. Estefanía se casó nuevamente con Reinaldo de Châtillon en 1176.
- Datos: Q650014
- Multimedia: Miles of Plancy / Q650014